# Analyst's Notebook
Analyst's Notebook (ANB) est un logiciel d'analyse de données récoltées dans le cadre d'une enquête, développé par i2. En France, il est utilisé par le Service central de renseignement criminel sous le nom ANACRIM.